# Jan II (Saksonia-Lauenburg)
Jan II (ur. ok. 1275, zm. 22 kwietnia 1322) – książę Saksonii-Lauenburg wraz z braćmi w latach 1285–1305, książę Saksonii-Mölln-Bergedorf od 1305, z dynastii askańskiej.
Był najstarszym synem księcia Saksonii-Lauenburg Jana I. Po śmierci ojca, wraz z młodszymi braćmi Albrechtem III i Erykiem I odziedziczył księstwo, wobec jednak młodego wieku bracia pozostawali początkowo pod kuratelą stryja, księcia Saksonii-Wittenbergi Albrechta II. W 1302 Jan oraz jego brat Albrecht zostali uznani za pełnoletnich. Między braćmi toczyły się liczne spory, m.in. o podział księstwa (dokonany w 1305 – Janowi przypadła część z Bergedorfem i Mölln), o kontrolę nad Lubeką i Hamburgiem (w sporze tym uczestniczyli też hrabiowie Holsztynu, z którymi Jan się sprzymierzył), a od 1308 między Janem i Erykiem o dziedzictwo po bezpotomnie zmarłym średnim bracie Albrechcie. Jan pozostawił po sobie syna i następcę, Albrechta IV.